# List dedykacyjny Matyldy dla Mieszka II

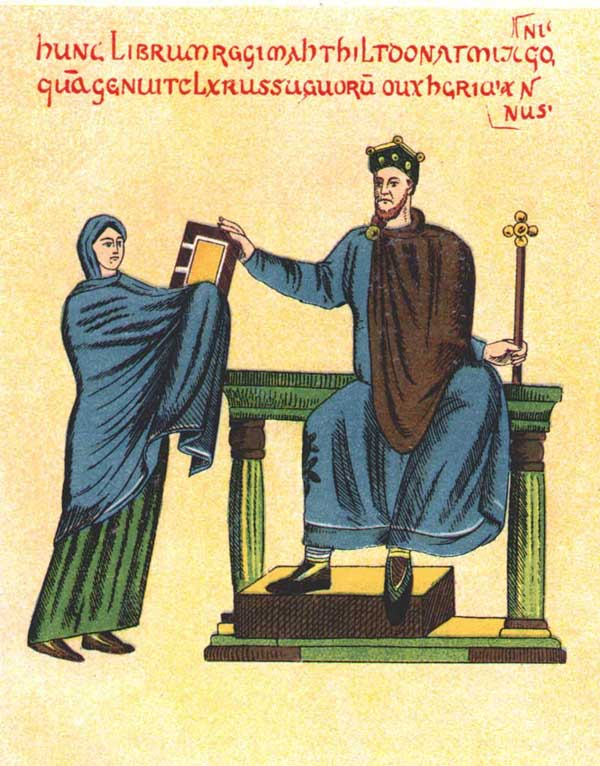
Odrysowana zaginiona karta, przedstawiająca wręczenie Mieszkowi II kodeksu przez Matyldę

List dedykacyjny Matyldy dla Mieszka II – list dedykacyjny w języku łacińskim zamieszczony na początku Kodeksu Matyldy, podarowanego przez księżną lotaryńską Matyldę Mieszkowi II w latach 20. XI wieku.
Kodeks Matyldy ofiarowany został Mieszkowi II po jego koronacji na króla w 1025 (w latach 1025–1027 lub 1025–1028), nie ma jednak pewności, czy faktycznie dotarł do Polski. Główną częścią kodeksu jest księga liturgiczna Liber officium (inaczej Ordo Romanus). Współcześnie kodeks znajduje się w Universitätsbibliothek Düsseldorf jako depozyt miasta Düsseldorf. Celem podarunku oraz listu było pozyskanie Mieszka jako sojusznika przeciwko Konradowi II, w stosunku do którego Matylda pozostawała w opozycji . Nazywanie w liście Mieszka królem oraz wychwalanie jego przymiotów jako władcy miało świadczyć, że frakcja w Cesarstwie, z którą związana była Matylda, uznawała kontrowersyjną koronację Mieszka.
List dedykacyjny znajduje się na początku Kodeksu Matyldy (f. 2v–3r), za sekwencją Ad celebres rex cęlice, a przed krótką dedykacją Matyldy dla Mieszka II, nadpisaną nad zaginioną miniaturą, przedstawiającą wręczenie księgi przez Matyldę. Faktyczny autor listu nie jest znany, aczkolwiek wysuwano hipotezę, że mógł być nim Bruno, syn Matyldy, późniejszy biskup würzburski.
Tekst należy do gatunku listów dedykacyjnych, ukształtowanych w epoce karolińskiej. List składa się z trzech części:
1. exordium – inskrypcja, wstępna laudacja, intytulacja, czyli wymienienie imienia i godności adresata, oraz życzenia pomyślności
2. narratio – główna treść listu
3. felicitatio – końcowa formuła życzeniowa[2]

Pochwała władcy skonstruowana jest w ten sposób, że właściwości pożądane zestawione są z rzeczywistymi (według listu) cechami Mieszka, tworząc obraz idealnego władcy. Mieszko przedstawiony jest jako ostrożny sędzia, rycerz Chrystusowy, dobry kapłan, fundator świątyń, odznaczający się cnotami, jak sprawiedliwość, roztropność, męstwo, umiarkowanie, łagodność w nawracaniu na chrześcijaństwo (w przeciwieństwie do jego ojca, Bolesława Chrobrego). Z listu wynika też, że Mieszko był człowiekiem wykształconym, znał łacinę i grekę (lub przynajmniej modlił się w tych językach), używał też modlitw w języku polskim. W zakończeniu listu Matylda prosi władcę o przyjęcie księgi, mającej ułatwić chrześcijańską posługę liturgiczną, prosi Boga o łaski dla władcy, jak przewaga nad wrogiem, zwycięstwa, długie życie.